# Битва біля озера Дурбе
Битва біля озера Дурбе (латис. Durbes kauja, лит. Durbės mūšis, нім. Schlacht an der Durbe) — битва між жемайтами з одного боку та об'єднаним військом Тевтонського та Лівонського орденів і допоміжного війська з вже підкорених німцями народів: куршів, естів, пруссів.
Ще на початку битви курші перейшли на сторону жемайтів, а частина естів просто залишила поле бою, завдяки чому хрестоносці були оточені і розгромлені значно чисельнішим військом жемайтів.

## Місце битви
Хоча баталія називається «Битва біля озера Дурбе», саме озеро у історичних джерелах не згадується. Так, у Лівонській римованій хроніці (кін. XIII ст.) написано «біля Дурбе», але в тій місцевості існує чотири топоніми, що включають назву «Дурбе»: у озеро Дурбе впадає річка Стара Дурбе, де в давнину розташувалося поселення Дурбе (нині містечко); а ще є річка Дурбе, яка витікає з озера. Дослідники не мають одностайності, який саме топонім мається на увазі і називаються різні варіанти.
У пізнішій «Хроніці землі Прусської» (1326) написано «біля річки Дурбе» і латвійські історики, опираючись на дані археології, висунули версію, що битва відбулася в долині річки Стара Дурбе.

## Передумови
Жемайтське (литовське) військо, яке налічувало близько 4 000 чоловік, обложило стратегічно важливий замок св. Георгія на Німані. Магістр Лівонського ордену Буркхард фон Хорнхаузен виїхав по військову допомогу в Пруссію. На чолі зібраних сил він попрямував до Мемеля на з'єднання з лівонською армією, щоб разом зняти облогу із замку та доставити оборонцям харчі.
Сили ордену складались з декількох сотень лицарської кінноти обох орденів, лицарів-добровольців з Німеччини, а також декілька тисяч піхоти — кнехтів ордену та підлеглих куршів, естів та пруссів.
Литовські війська відступили від замка св. Георгія та спустошили Куронію, змусивши хрестоносців перенести туди військові дії.

## Хід битви
Битва розпочалась 13 липня 1260 року поблизу броду через річку, що витікала з озера Дурбе. Перед початком битви курші дезертирували з поля бою (за деякими даними, вдарили у спину хрестоносцям). Раптова зміна співвідношень сторін викликала масову втечу естів та багатьох пруссів. Покинуті більшою частиною своєї піхоти, лицарі були повністю оточені та повністю знищені жемайтами (литовцями). У битві загинули Буркхард фон Хорнхаузен, маршал Пруссії Генріх Ботель, 150 братів ордену, та багато інших лицарів, кнехтів та пруссів. Тільки небагатьом вдалось вирватись з оточення та сховатись у лісах.

## Питання командувача війська жемайтів
Достеменно невідомо, хто очолював військо жемайтів; у більш пізніх хроніках зазначено, що це був князь Тройнат. Однак, про це нічого не сказано в першоджерелах: ані в Лівонській римованій хроніці, ані в Хроніці землі Прусської. Оскільки в Лівонській римованій хроніці Тройнат згадується вже після битви (жемайти відправили до нього посольство з проханням приєднатися до них), литовський доктор історичних наук Едвард Гудавичюс переконаний, що в битві він участі не брав і навіть не був жемайтом. Також професор вважає, що згадки про участь Тройната у битві при озері Дурбе у пізніших літописах — це плутанина, яка виникла від суміщення баталії з іншими битвами.

## Наслідки
За кількістю загиблих битва була найзначнішою в XIII столітті в Прибалтиці. Великі людські втрати призвели до значного послаблення могутності обох орденів та падіння їхнього авторитету. Це викликало масові повстання проти панування ордену в Куронії та Пруссії, розриву Короля та Великого князя Литовського Міндовга з хрестоносцями та утворення антиорденської коаліції Литви, Жемайтії та князівств Русі. У 1261 році жемайти попросили Міндовга прийняти їхні землі під владу короля Литви (Міндовга) та почати війну проти Тевтонського ордену, що й було зроблено.